# Severino (nome)
Severino  è un nome proprio di persona italiano maschile.

## Varianti
- Maschili: Severiano[1]
  - Ipocoristici: Rino[1]
- Femminili: Severina[2], Severiana
  - Ipocoristici: Rina

### Varianti in altre lingue
- Croato
  - Femminili: Severina[2]
- Danese: Severin[1], Søren[1]
- Francese: Séverin[1]
  - Femminili: Séverine, Sévérine[2]
- Latino: Severinus[1], Severianus[3]
  - Femminili: Severina[2]
- Norvegese: Severin[1], Søren[1]
- Polacco: Seweryn[1]
  - Femminili: Seweryna[2]

- Portoghese: Severino[1]
  - Femminili: Severina[2]
- Spagnolo: Severino[1], Severiano[1]
  - Ipocoristici: Seve[1]
- Svedese: Severin[1], Sören[1]
- Tedesco: Severin[1], Sören[1]
  - Femminili: Severina[2]

## Origine e diffusione
Anche se può essere considerato attualmente un diminutivo di Severo, era in origine un cognome romano derivato da esso, analogamente a Severiano, e significa quindi "di Severo", "appartenente a Severo".

## Onomastico
Vi sono numerosi santi con questo nome, e l'onomastico si può quindi festeggiare in uno qualsiasi dei giorni seguenti:
- 1º gennaio, san Severino Gallo, martire ad Algeri[6]
- 8 gennaio, san Severino, patrono dell'Austria e della Baviera[6]
- 23 gennaio, san Severiano, martire a Cesarea di Mauretania con la moglie Aquila[7]
- 11 febbraio, san Severino di Agauno, abate a Saint-Maurice[6]
- 15 maggio, san Severino di Settempeda, vescovo[6]
- 28 giugno, beato Severiano Baranyk, martire con Gioacchino Senkivskyj a Drohobyč[7]
- 8 agosto, san Severiano, martire ad Albano con altri compagni[7]
- 21 ottobre, san Severino di Bordeaux, vescovo[6]
- 23 ottobre, san Severino di Colonia, vescovo[6]
- 11 novembre, san Severino di Tivoli, monaco[6]
- 19 novembre, san Severino, martire con Essuperio e Feliciano a Braine-sur-la-Vesle (presso Vienne)[6]
- 23 novembre, san Severino di Parigi, eremita[6]

## Persone
- Severino, papa

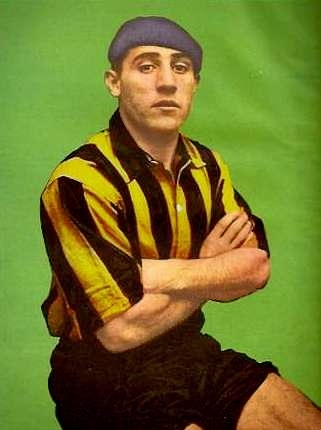
Severino Varela

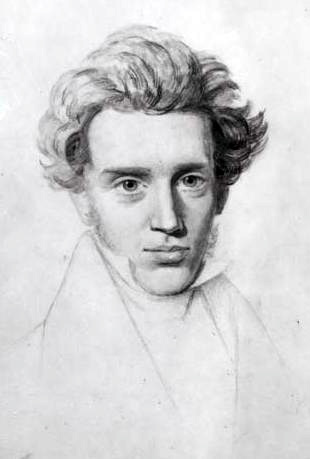
Søren Kierkegaard

- Severino, religioso e santo italiano
- Severino Boezio, filosofo romano
- Severino di Colonia, vescovo e santo tedesco
- Severino Delogu, medico italiano
- Severino Di Giovanni, tipografo e anarchico italiano
- Severino Ferrari, poeta e critico letterario italiano
- Severino Gazzelloni, flautista italiano
- Severino Grattoni, architetto e ingegnere italiano
- Severino Varela, calciatore uruguaiano
- Severino Citaristi, politico italiano

### Variante Søren
- Søren Andersen, calciatore danese
- Søren Berg, calciatore danese
- Søren Busk, calciatore danese
- Søren Colding, calciatore danese
- Søren Jensen, calciatore danese

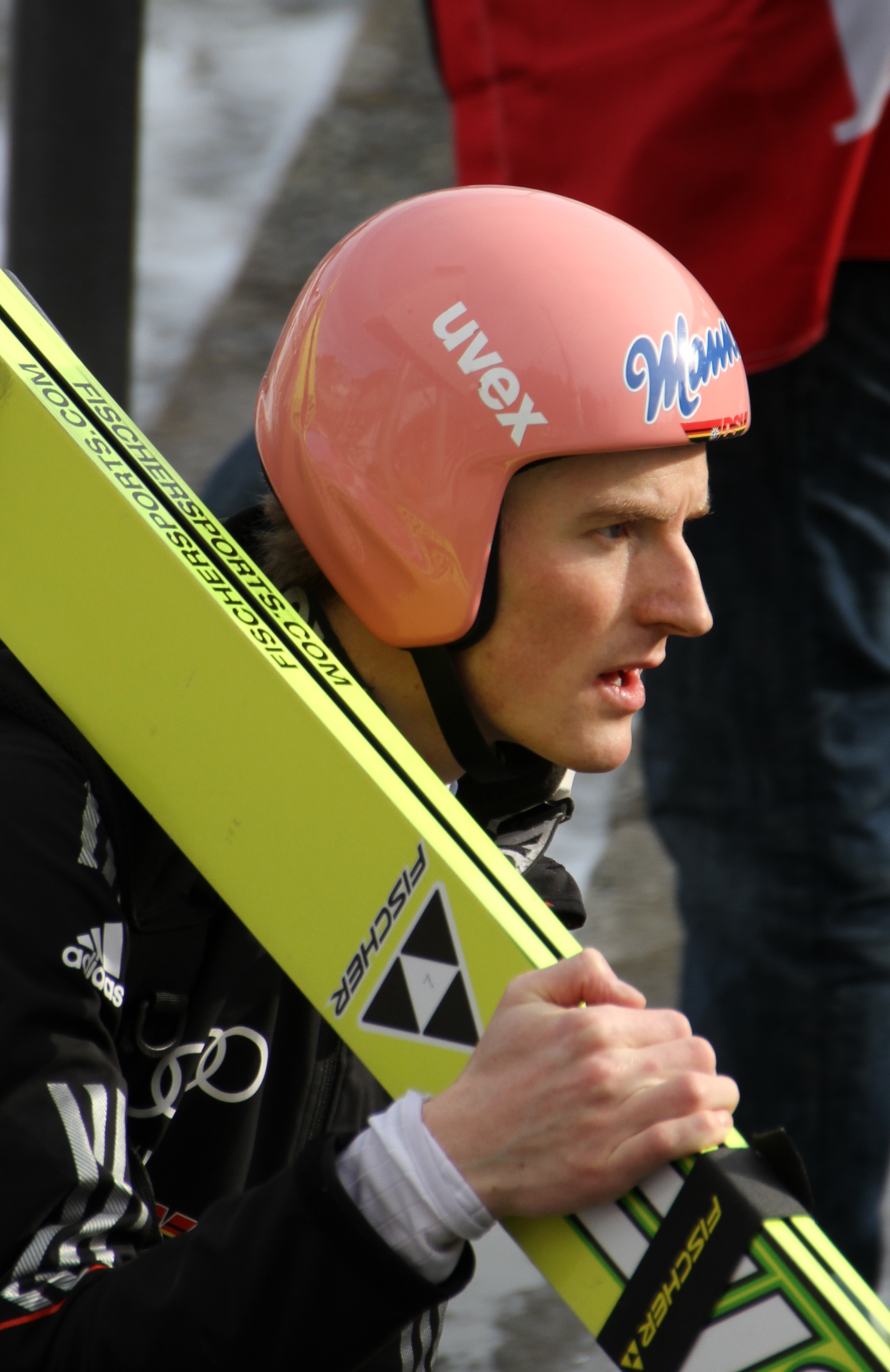
Severin Freund

- Søren Kierkegaard, filosofo e teologo danese
- Søren Larsen, calciatore danese
- Søren Lerby, procuratore sportivo, allenatore di calcio ed ex calciatore danese
- Søren Norby, ammiraglio danese
- Søren Rasted, batterista danese
- Søren Rieks, calciatore danese
- Søren Ryge Petersen, conduttore televisivo, giornalista e scrittore danese
- Søren Skov, calciatore danese
- Søren Sørensen, chimico danese

### Altre varianti maschili
- Severiano, figlio di Flavio Severo
- Severiano Ballesteros, golfista e architetto spagnolo
- Severin Freund, saltatore con gli sci tedesco
- Seweryn Gancarczyk, calciatore polacco
- Severin Lüthi, tennista svizzero
- François-Séverin Marceau, generale francese
- Sören Tallhem, atleta svedese

### Variante femminile Severina
- Severina Vučković, cantante e attrice croata

### Variante femminile Séverine
- Séverine Brémond Beltrame, tennista francese
- Séverine Caneele, attrice belga
- Séverine Ferrer, cantante francese
- Séverine Liénard, pallavolista francese

## Il nome nelle arti
- Severina è un personaggio dell'omonimo romanzo di Ignazio Silone.
- Severino Cecchini è un personaggio della fortunata fiction Rai Don Matteo.
- Soren, personaggio della serie di romanzi I guardiani di Ga'Hoole della scrittrice Kathryn Lasky.